# عرعر متعالي
العرعر المتعالي أو عرعر المرتفعات أو اللَّزَّاب نوع نباتي شجري من جنس العرعر يتبع الفصيلة السروية. ينتشر في المشرق العربي وتركيا وجنوب اليونان. يوجد منه ضرب (عرعر المرتفعات متعدد الثمار (باللاتينية: J. excelsa subsp. polycarpos)) يعيش في إيران وباكستان والجبل الأخضر في عمان.
كان عرعر المرتفعات يغطي في الماضي مساحات واسعة من جبال القلمون والسفوح الشرقية لسلسلة جبال لبنان الشرقية في سوريا.
توجد محمية لشجر عرعر المرتفعات في منطقة يبرود في محافظة ريف دمشق .

## الوصف النباتي
الشجرة بطيئة النمو ولا يتجاوز أعلى ارتفاع لها 20 م. الثمار صغيرة تشبه ثمار العفص، أما البذور فهي بحجم حبة العنب ذات لون أسود، لها قشرة خارجية وداخلية (اللب) ويتراوح حجم ثمارها بين نصف السنتيمتر والسنتيمتر والنصف، ويتدرج لونها بين الأخضر والأزرق الداكن، ويستفيد منها الأهالي لتحضير أنواع من العصائر.